# Bílá Třemešná (FFH-Gebiet)
Das Fauna-Flora-Habitat-Gebiet Bílá Třemešná umfasst ein Fledermausquartier im Staudamm der Talsperre Les Království nahe der Ortschaft Bílá Třemešná im Norden Tschechiens. Der 1910 errichtete Staudamm beherbergt ein regional bedeutsames Überwinterungsquartier der Mopsfledermaus, einer Art des Anhangs II der FFH-Richtlinie.

## Schutzzweck
Folgende Arten von gemeinschaftlichem Interesse kommen im Gebiet vor:
| Bild | EU Code | * | Art            | wissenschaftlicher Name  | Artengruppe |
| ---- | ------- | - | -------------- | ------------------------ | ----------- |
|      | 1308    |   | Mopsfledermaus | Barbastella barbastellus | Säugetiere  |